# Spomenica Božićne pobune
Spomenica Božićne pobune, crnogorsko odličje, ustanovljeno 1920. godine u povodu sjećanja na Božićnu pobunu.

### Opis
Spomenica Božićne pobune se sastoji dva zlatna mača koso ukrštena obavijena su lovorovim vijencem, na licu tekst 
21.XII 1918.
- dan izbijanja Božićne pobune (po Julijanskom kalendaru).
Na naličju je tekst
Za Pravo, Čast i Slobodu Crne Gore.
Izrađena je u seriji od 2 000 komada.

### Nositelji
Spomenica Božićne pobune crnogorska kraljevska vlada u egzilu je podijelila crnogorskim časnicima i komitama koji su se borili protiv srpske aneksije Kraljevine Crne Gore od 1918. godine.

## Vanjske poveznice
- Crnogorska odličja  Arhivirana inačica izvorne stranice od 2. svibnja 2008. (Wayback Machine)